# Fujian Yangguang Cheng Nuzi Paiqiu Julebu
Il Fujian Yangguang Cheng Nuzi Paiqiu Julebu (福建阳光城女子排球俱乐部S, Fújiàn Yángguāng Chéng Nǚzǐ Páiqiú JùlèbùP) è una società pallavolistica cinese con sede a Fuzhou, militante nel massimo campionato cinese, la Volleyball League A.

## Storia
Il Fujian Nuzi Paiqiu Dui viene fondato nel 1958, come formazione di pallavolo femminile provinciale, con sede a Xiamen. Dalla sua fondazione fino alla nascita del campionato cinese professionistico, milita nella pallavolo amatoriale. Nel 1996 la squadra viene ammessa in Volleyball League A, chiudendo la stagione 1996-97 al sesto posto, mentre nel campionato successivo retrocede in seguito al piazzamento all'ottavo ed ultimo posto. Promossa nuovamente in massima serie nel 1999, la squadra vi resta ininterrottamente per le seguenti otto stagioni, giocando tuttavia sempre per la salvezza, fino alla retrocessione nella stagione 2006-07.
Dopo quattro campionati in Chinese Volleyball League B, la squadra torna nella massima serie nel 2011. Per il campionato 2013-14 vengono ingaggiate due atlete straniere, la cubana Daimí Ramírez e la statunitense Diane Copenhagen, ma la squadra ancora una volta non riesce a qualificarsi per i play-off scudetto, chiudendo il campionato in nona posizione.
Nel 2014 il club diventa autonomo rispetto alla provincia del Fujian, diventando quindi un club professionistico e cambiando denominazione in Fujian Yangguang Cheng Nuzi Paiqiu Julebu: per la stagione 2014-15 vengono ingaggiate la portoricana Karina Ocasio e la neerlandese Manon Flier; tuttavia il club termina la stagione al sesto posto finale, senza accedere ai play-off scudetto.

## Rosa 2015-2016
| N° | Nome             | Ruolo | Data di nascita  | Nazionalità sportiva |
| -- | ---------------- | ----- | ---------------- | -------------------- |
| 1  | Juliann Faucette | S     | 25 novembre 1989 | Stati Uniti          |
| 2  | Zhang Jing       | S     | 26 gennaio 1996  | Cina                 |
| 3  | Mi Yang          | P     | 24 gennaio 1989  | Cina                 |
| 4  | Lin Li           | L     | 5 luglio 1992    | Cina                 |
| 5  | Zhang Yuting     | S     | 7 luglio 1994    | Cina                 |
| 6  | Zheng Yanling    | C     | 2 agosto 1987    | Cina                 |
| 7  | Xu Yunli         | C     | 2 agosto 1987    | Cina                 |
| 8  | Liu Yang         | S/O   | 6 maggio 1991    | Cina                 |
| 9  | Lin Lin          | S     | 27 agosto 1996   | Cina                 |
| 10 | Chen Yaqing      | P     | 19 maggio 1985   | Cina                 |
| 11 | Chen Yafang      | C     | 1º febbraio 1992 | Cina                 |
| 12 | Huang Yizhen     | S     | 10 febbraio 1993 | Cina                 |
| 13 | Lin Wanyi        | S/O   | 2 aprile 1995    | Cina                 |
| 14 | Nicole Fawcett   | S/O   | 16 dicembre 1986 | Stati Uniti          |
| 15 | Zheng Si         | C     | 26 aprile 1994   | Cina                 |
| 16 | Zheng Yixin      | C     | 6 maggio 1995    | Cina                 |
| 18 | Luo Hui          | S/O   | 18 marzo 1994    | Cina                 |
| 19 | Ye Qiqi          | P     | 10 ottobre 1994  | Cina                 |
| 20 | Karina Ocasio    | S/O   | 19 maggio 1985   | Porto Rico           |

## Denominazioni precedenti
- 1951-2015: Fujian Nuzi Paiqiu Dui